# تب بهاری (فیلم ۲۰۰۹)
تب بهاری (به انگلیسی: Spring Fever) یک فیلم سینمایی محصول مشترک چین و فرانسه سال ۲۰۰۹ به کارگردانی لویو است. تولید این فیلم مغایر با ممنوعیت پنج ساله ساخت فیلم‌ساز است که توسط اداره دولتی رادیو، فیلم و تلویزیون چین (SARFT) برای فیلم قبلی خود، کاخ تابستانی (فیلم ۲۰۰۶) وضع شده‌است. این فیلم که در نانجینگ فیلمبرداری شده‌است.

## بازیگران
- شین هائو
- چن سیچنگ درنقش لو
- تان ژو درنقش لی جینگ
- وو وی درنقش وانگ پینگ
- جیانگ جیاقی
- هوانگ شوان[۳][۲]

این فیلم برای نویسنده خود (می فنگ) جایزه بهترین فیلم‌نامه جشنواره کن جشنواره فیلم کن ۲۰۰۹ را از آن خود کرد.